# Saint-Seurin-sur-l’Isle
Saint-Seurin-sur-l’Isle ist eine französische Gemeinde mit 3161 Einwohnern (Stand: 1. Januar 2022) im Département Gironde in der Region Nouvelle-Aquitaine. Sie gehört zum Arrondissement Libourne und zum Kanton Le Nord-Libournais.

## Geographie
Saint-Seurin-sur-l’Isle liegt etwa 20 Kilometer nordöstlich von Libourne am Fluss Isle. Umgeben wird Saint-Seurin-sur-l’Isle von den Nachbargemeinden Porchères im Norden, Saint-Antoine-sur-l’Isle im Nordosten, Gours im Osten und Südosten, Puynormand im Süden, Saint-Sauveur-de-Puynormand im Südwesten sowie Camps-sur-l’Isle im Westen.

Saint-Seurin-sur-l’Isle
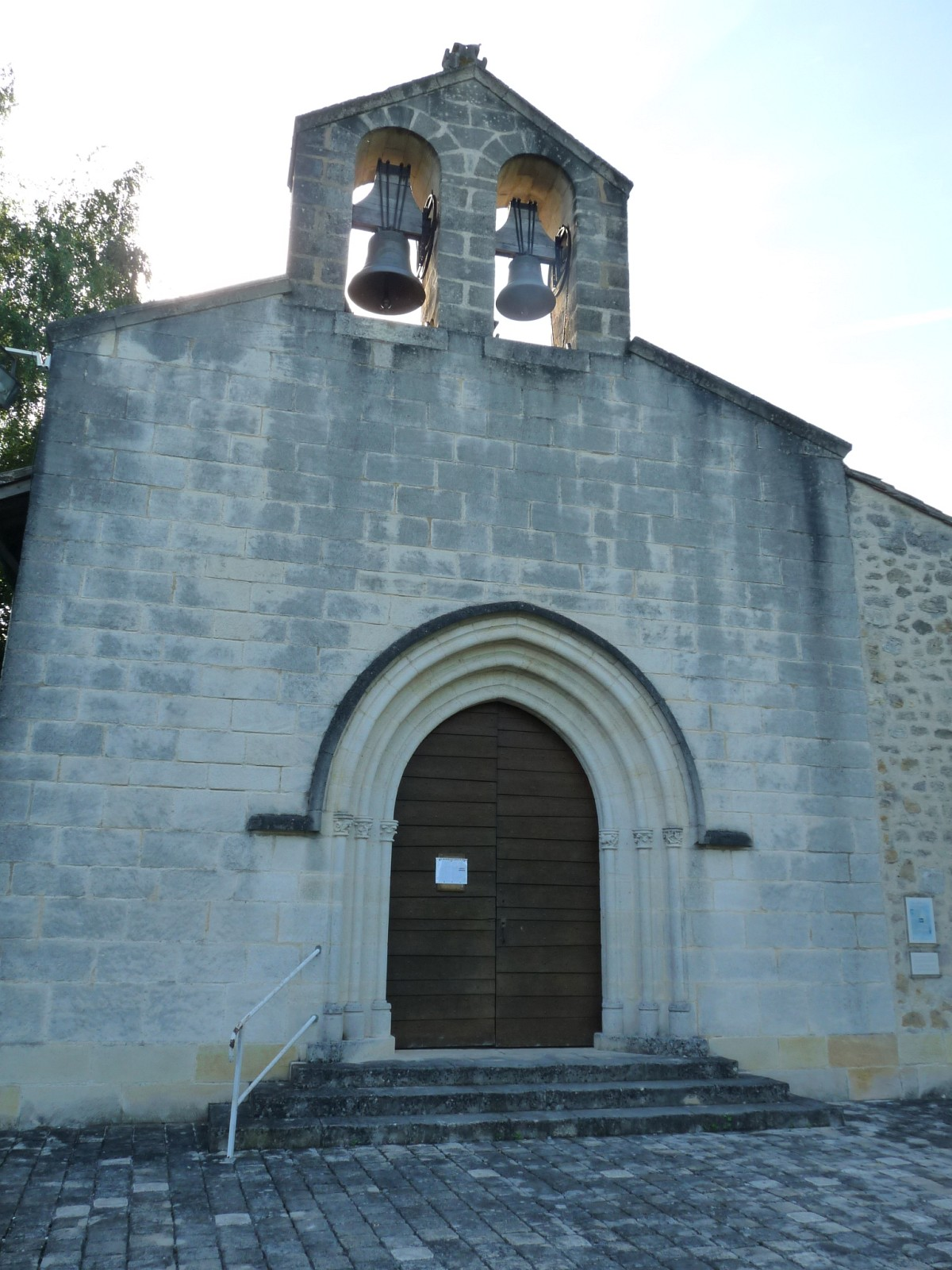
Kirche Saint-Seurin
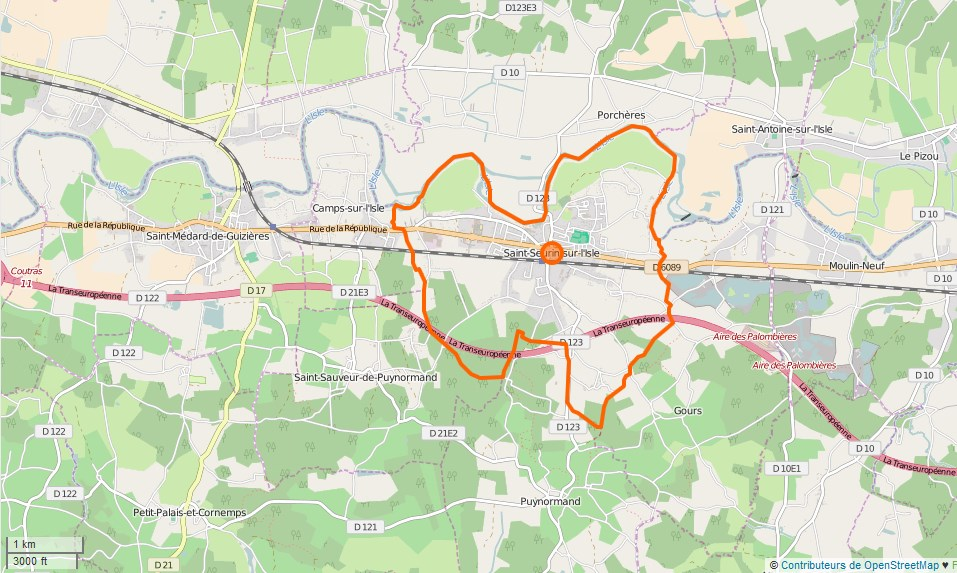
Gemeindegrenzen
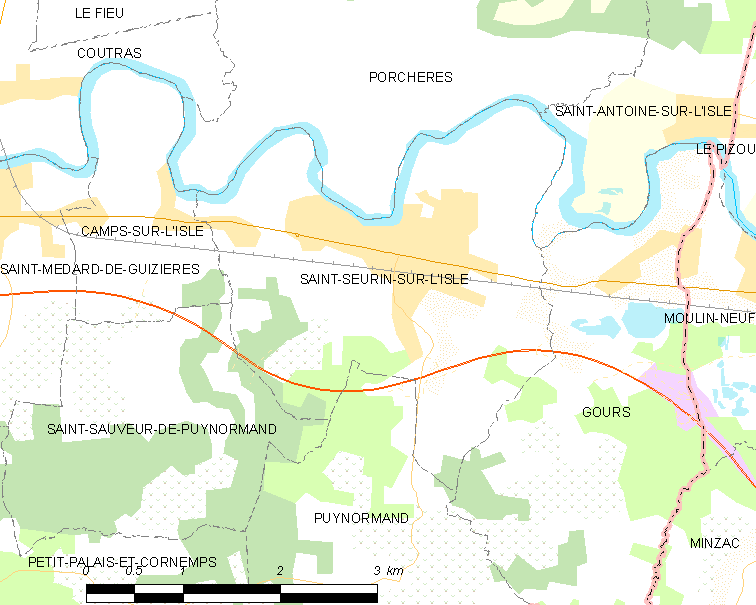
Umgebungskarte
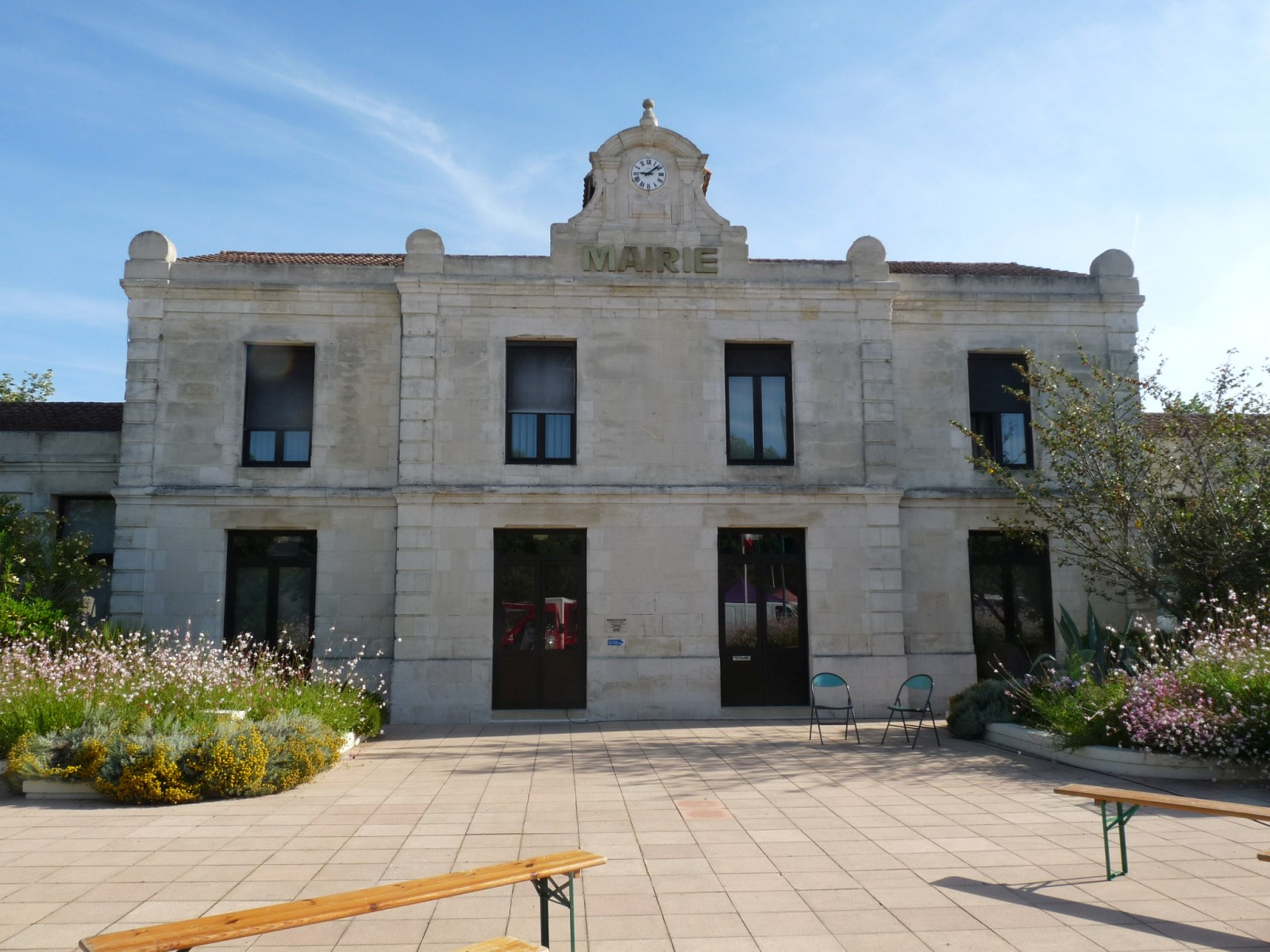
Mairie (Rathaus)

## Einwohner
| Jahr      | 1962  | 1968  | 1975  | 1982  | 1990  | 1999  | 2006  | 2018  |
| --------- | ----- | ----- | ----- | ----- | ----- | ----- | ----- | ----- |
| Einwohner | 1.559 | 1.738 | 2.046 | 2.424 | 2.491 | 2.376 | 2.517 | 3.147 |

## Verkehr
Saint-Seurin-sur-l’Isle liegt an der Bahnstrecke Coutras–Tulle und wird im Regionalverkehr mit TER-Zügen bedient.
Durch die Gemeinde führt die Autoroute A89. 

## Persönlichkeiten
- Pierre Durand (* 1955), Springreiter, Olympiasieger von 1988